# Tournefortia subspicata
Tournefortia subspicata är en strävbladig växtart som beskrevs av John Donnell Smith. Tournefortia subspicata ingår i släktet Tournefortia och familjen strävbladiga växter. Inga underarter finns listade i Catalogue of Life.